# 社會民主聯盟 (塞爾維亞)
社会民主联盟是塞尔维亚一个小型社會民主主義左翼政党。社会民主联盟於2020年改組為激进左翼党。

## 歷史

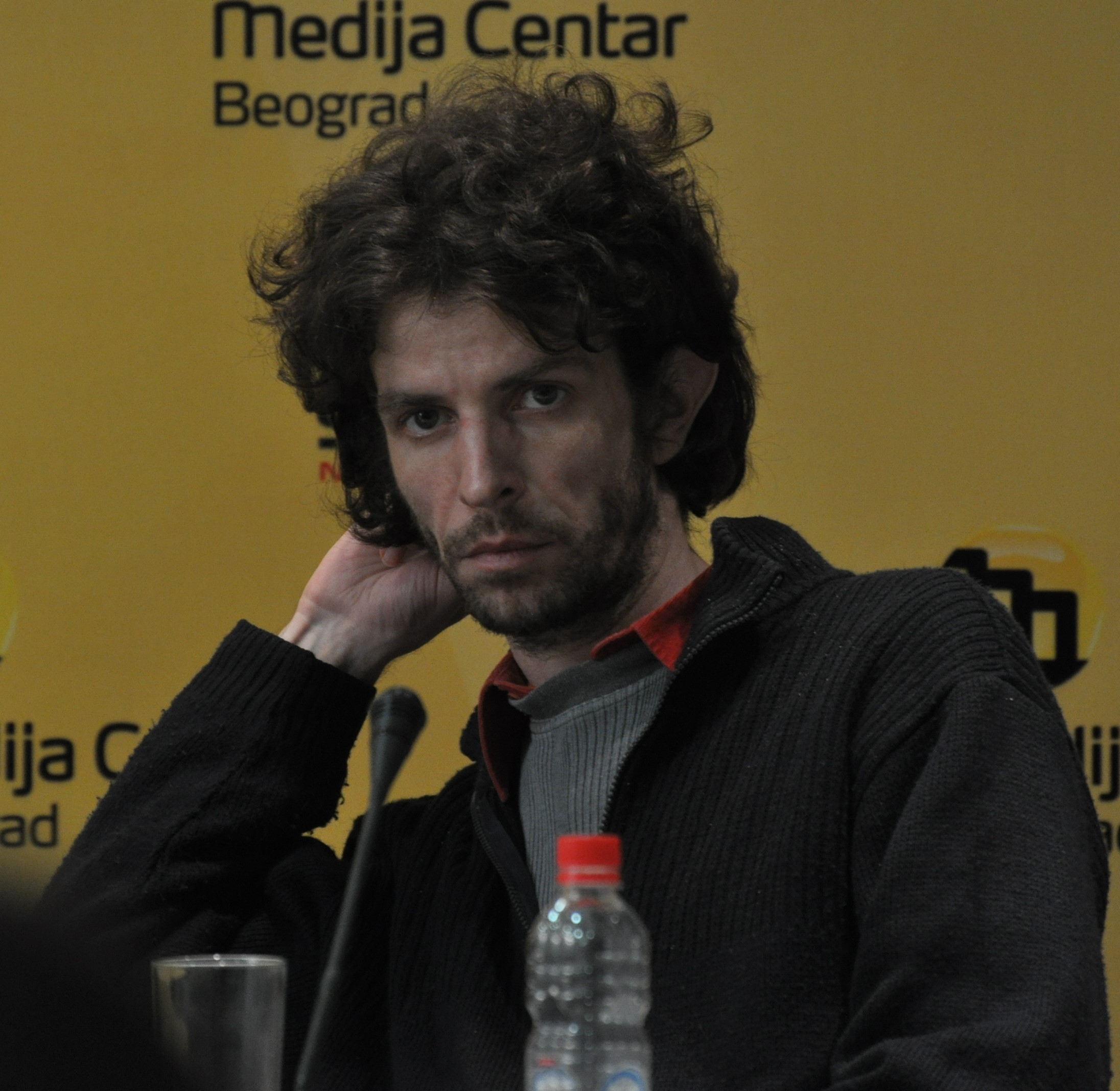
伊万·兹拉蒂奇自2016年起擔任社會民主聯盟主席，直至社會民主聯盟於2020年改組為激进左翼党為止

社会民主联盟於1996年5月13日註冊成立。社会民主联盟由反對在1996年南斯拉夫國會選舉與右翼政黨塞爾維亞復興運動结盟的塞爾維亞公民聯盟前黨員扎尔科·科拉奇领导。社会民主联盟於2002年4月21日一度與社會民主主義合併為社會民主黨，然而社会民主党内以科拉奇为首的心怀不满的党员於翌年3月29日脫離社会民主党，並重建社会民主联盟。社会民主党发言人利利亚娜·内斯托罗维奇（Ljiljana Nestorović）稱这是因为几乎所有地方党部议会都將會在不到20日後举行的代表大会上支持社会民主党联席主席、前社會民主主義领导人斯洛博丹·奥尔利奇（Slobodan Orlić）。
社会民主联盟在2014年的國會選舉中加入以自由民主党为首的選舉联盟參選，但因其得票率僅3.36%，未达5%的选举门槛而未能成功进入國會。科拉奇於當年6月举行的第八次代表大会上下台，米洛什·阿达莫维奇（Miloš Adamović）当选社会民主联盟主席。伊万·兹拉蒂奇於2016年10月15日举行的第九次代表大会上当选社会民主联盟主席。社会民主联盟在2018年贝尔格莱德市议会选举中作为“不要让贝尔格莱德沦陷”选举联盟的成员党参选，但其得票率仅3.44%，未达选举门槛。社会民主联盟於2020年的第十二次代表大會上正式改組為激进左翼党。

## 國會選舉結果
| 選舉年 | 得票      | %        | 席次    | 席次增減 | 選舉聯盟             | 結果         | 參考資料 |
| ------ | --------- | -------- | ------- | -------- | -------------------- | ------------ | -------- |
| 1997   | 杯葛选举  | 杯葛选举 | 0 / 250 | ━        | 不適用               | 議會外反對黨 | 不適用   |
| 2000   | 2,402,387 | 64.09%   | 4 / 250 | ▲ 4      | 塞爾維亞民主反對派   | 聯合政府     | [ 9 ]    |
| 2003   | 481,249   | 12.58%   | 1 / 250 | ▼ 3      | DS–GSS–DC–SDU–LZS    | 反對黨       | [ 10 ]   |
| 2007   | 214,262   | 5.31%    | 1 / 250 | ━        | LDP–GSS–SDU–LSV–DHSS | 反對黨       | [ 11 ]   |
| 2008   | 216,902   | 5.24%    | 1 / 250 | ━        | LDP−DHSS−SDU         | 反對黨       | [ 12 ]   |
| 2012   | 255,546   | 6.53%    | 1 / 250 | ━        | 掉頭聯盟             | 反對黨       | [ 13 ]   |
| 2014   | 120,879   | 3.36%    | 0 / 250 | ▼ 1      | LDP−SDU−BDZS         | 議會外反對黨 | [ 14 ]   |
| 2016   | 35,710    | 0.94%    | 0 / 250 | ━        | LS−SDU−PZP           | 議會外反對黨 | [ 15 ]   |
| 2020   | 杯葛选举  | 杯葛选举 | 0 / 250 | ━        | 不適用               | 議會外反對黨 | 不適用   |

## 外部連結
- 官方網站